# 내러갠셋족
내러갠셋 족(Narragansett)은 로드아일랜드를 근거지로 했던 알곤킨 어족의 미국 인디언 부족이다.

## 개요

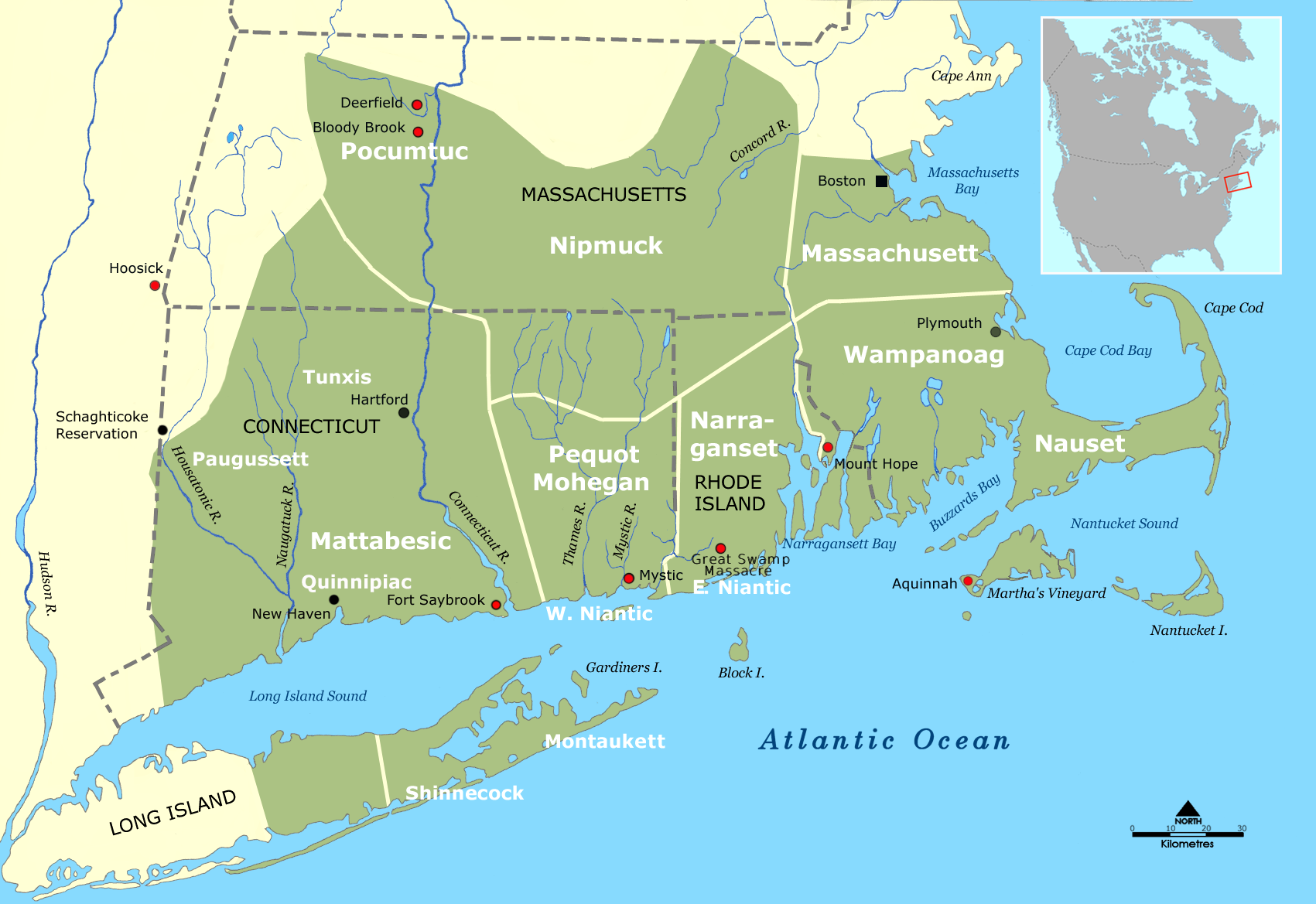
내러갠셋 부족의 영토

위그왬이라는 오두막에 살고 옥수수나 과일을 재배하고 사냥이나 어로에도 뛰어났으며, 1차 교통수단으로 카누를 사용하고 있었다.
1524년에 이탈리아의 탐험가 조반니 다 베라차노가 내러갠셋 만에 도달하기 30,000년 전에 내러갠셋 족이 로드아일랜드의 내러갠셋 만에 7000명 정도의 내러갠셋 족이 정착했다.
1636년 1월에 매사추세츠 만 식민지에서 추방된 로저 윌리엄스가 4명의 청교도를 데리고 내러갠셋 족의 케나니카스와 미안토노미 두 명의 추장과 협상 끝에 만 북부의 토지 이용 권리를 얻어, 침례교 정착촌으로 프로비던스 마을 땅을 마련했다. 윌리엄스는 싸움을 좋아하지 않았고, 내러갠셋 족과 평화적으로 공존했지만, 1670년대 필립 왕 전쟁 이후 관계는 악화되었다. 왐파노아그 족과는 적대하고 있었지만, 1675년에 필립 왕 전쟁 때는 왐파노아그 족에 협력했다. 당초 중립을 지키고 있었지만, 플리머스 식민지 당국의 백인이 내러갠셋 족의 본거지가 있었던 ‘큰 늪’을 공격하여 많은 사람이 학살되었기 때문에 왐파노아그 족과 함께 백인들과 싸웠다. 전투에서 수천 명의 내러갠셋 족이 사망하였고, 기근과 전염병이 돌아 1676년에 전투는 종결되었다. 이 전투에서 내러갠셋 족의 인구는 약 200명으로 줄어들었다. 패배한 내러갠셋 족 인디언들 중 많은 부족민들이 뉴욕이나 버뮤다 등에 노예로 팔려갔으며, 기타 위스콘신 등으로 이동해 갔다.
현재는 미국의 로드아일랜드 주의 보호구역(Reservation)에 정착해 있다. 현재 혼혈을 포함하여 부족 인구는 약 2,456명 정도이다. 그러나 매사추세츠 주의 내러갠셋 족은 공식적으로 부족으로 인정을 받지도 못했으며, 보호구역도 없다.